# 把姓
把姓，罕见姓氏，但分布较广。西魏有襄州刺史把秀。来源：（1）古代杞国国君东楼公之后，杞康因逃避汉末董卓之乱，改姓把。（2）把利氏的后代，改为单姓把。（3）回族有把姓。

## 延伸阅读
[在维基数据编辑]
 《欽定古今圖書集成·明倫彙編·氏族典·把姓部》，出自陈梦雷《古今圖書集成》